# Akiyama Saneyuki

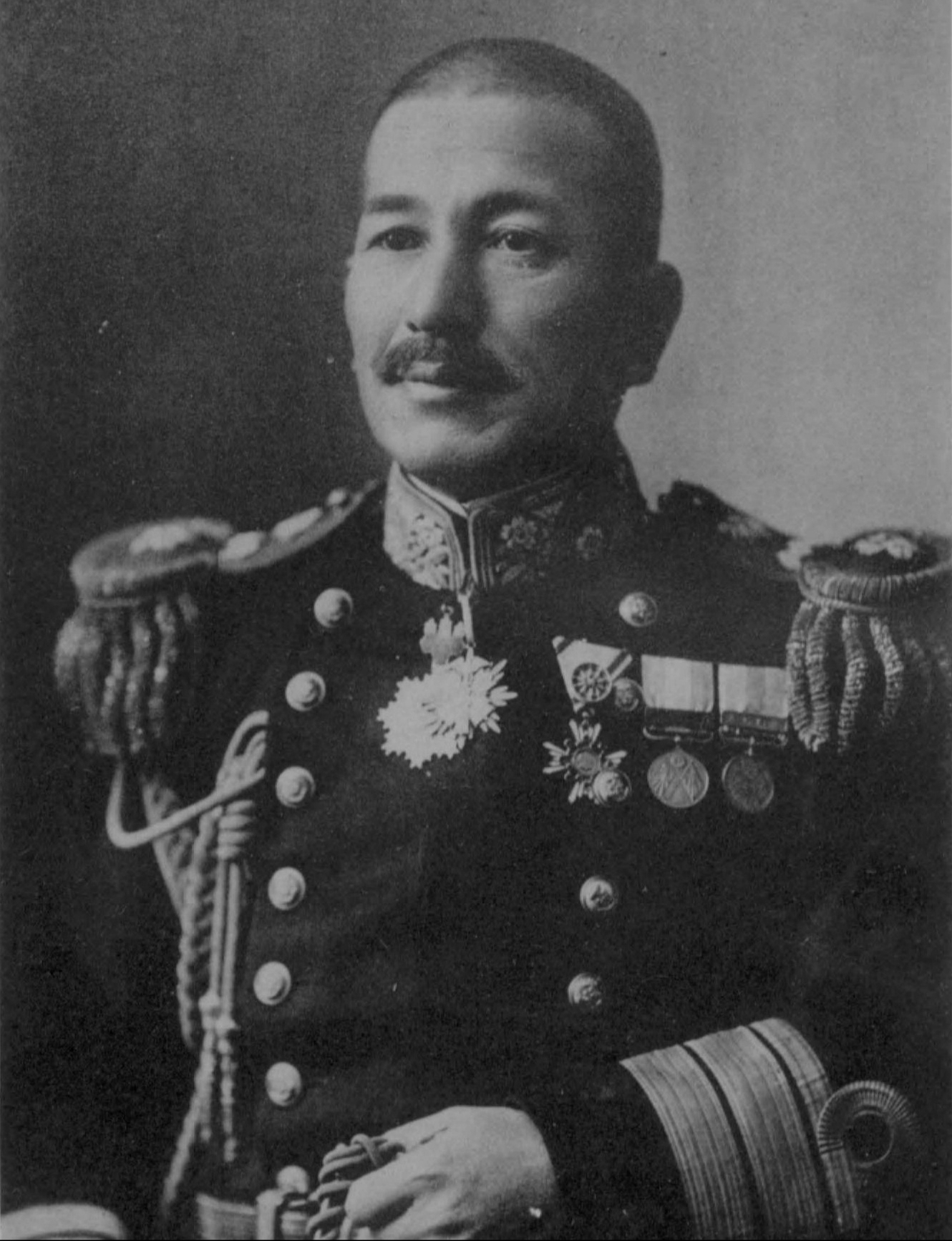
Akiyama Saneyuki

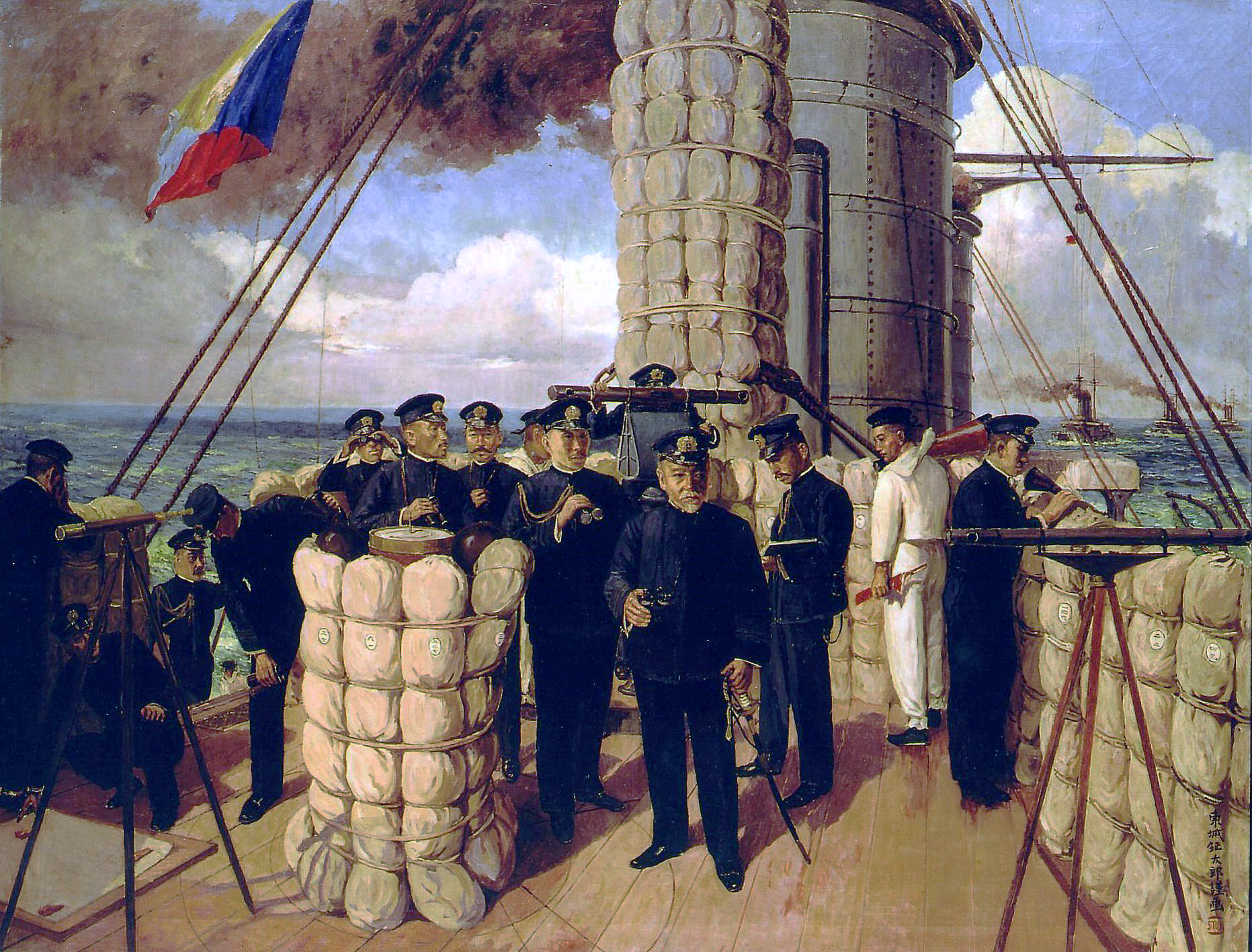
An Deck der Mikasa

Akiyama Saneyuki (japanisch 秋山 眞之, auch Akiyama Masayuki gelesen; geboren 12. April 1868 in Matsuyama (Provinz Iyo); gestorben 4. Februar 1918) war ein japanischer Marineoffizier.

## Leben und Werk
Akiyama Saneyuki, vierter Sohn des Samurai Akiyama Hisahiro (秋山久敬) des Matsuyama-han und jüngerer Bruder von Akiyama Yoshifuru, beendete 1890 seine Ausbildung an der Marine-Akademie. Er zeigte sich schon früh begabt als schneller Erfasser seiner Umgebung. 1897 wurde er in die USA geschickt, wo er mit Admiral Mahan, dem „Clausewitz der See“ in Kontakt kam und sich unter ihm weiterbildete. 1899 kehrte er zurück.
Als Oberstleutnant wirkte Akiyama von 1902 bis 1903 als Ausbilder am Naval Staff College, wobei er dabei die Ausbildung auf den modernsten Stand brachte. Während dieser Jahre entwarf er einen Masterplan für die Verteidigung Japans durch seine Marine. Als erfahrenes Mitglied des Stabs der Ersten Flotte unter Tōgō Heihachirō konnte er seine Begabung für die Planung der Taktik während der Seeschlacht bei Tsushima während des Russisch-Japanischen Kriegs 1904 bis 1905 zeigen. Berühmt ist sein Telegramm zu Beginn der Seeschlacht: „Honjitsu Haruo naredomo nami takashi“ (本日晴朗ナレドモ波高シ) – etwa „Wenn auch [Herr] „Haruo Heute“ kommt, die Wellen sind hoch für ihn“.
Akiyama leitete von 1905 bis 1908 und dann nochmal von 1912 bis 1914 die Ausbildung an der Marine-Akademie. 1914 wurde er von seinem Freund Yashiro Rokurō, dem Marine-Minister, gebeten, als Direktor des Militärbüros zu fungieren. In dieser Funktion besuchte er fünf Jahre lang verschiedene europäische Länder. Er wurde 1917 zum Admiral befördert, wurde Mitglied der Generalversammlung der Generäle und Admiräle (将官会議, Shōkan kaigi), erkrankte aber und starb kurz darauf mit nur 51 Jahren.